# Аљудово
Аљудово је насеље у Србији у општини Мало Црниће у Браничевском округу. Према попису из 2022. било је 87 становника.

## Демографија
У насељу Аљудово живи 124 пунолетна становника, а просечна старост становништва износи 44,6 година (42,9 код мушкараца и 46,2 код жена). У насељу има 48 домаћинстава, а просечан број чланова по домаћинству је 3,31.
Становништво у овом насељу веома је нехомогено, а у последња три пописа, примећен је пад у броју становника.
|  |

| Демографија | Демографија | Демографија |
| Година      | Становника  | Становника  |
| ----------- | ----------- | ----------- |
| 1948.       | 295         |             |
| 1953.       | 291         |             |
| 1961.       | 291         |             |
| 1971.       | 297         |             |
| 1981.       | 271         |             |
| 1991.       | 257         | 210         |
| 2002.       | 159         | 228         |
| 2011.       | 124         |             |

| Етнички састав према попису из 2002.‍ | Етнички састав према попису из 2002.‍ | Етнички састав према попису из 2002.‍ | Етнички састав према попису из 2002.‍ | Етнички састав према попису из 2002.‍ |
| ------------------------------------ | ------------------------------------ | ------------------------------------ | ------------------------------------ | ------------------------------------ |
|                                      |                                      |                                      |                                      |                                      |
| Срби                                 | Срби                                 |                                      | 9                                    | 5,66%                                |
| Власи                                | Власи                                |                                      | 3                                    | 1,88%                                |
| Румуни                               | Румуни                               |                                      | 1                                    | 0,62%                                |
| непознато                            | непознато                            |                                      | 4                                    | 2,51%                                |

| Година пописа     | 1948. | 1953. | 1961. | 1971. | 1981. | 1991. | 2002. |
| ----------------- | ----- | ----- | ----- | ----- | ----- | ----- | ----- |
| Број домаћинстава | 75    | 73    | 69    | 70    | 64    | 62    | 48    |

| Број чланова      | 1 | 2  | 3 | 4  | 5 | 6 | 7 | 8 | 9 | 10 и више | Просек |
| ----------------- | - | -- | - | -- | - | - | - | - | - | --------- | ------ |
| Број домаћинстава | 7 | 10 | 8 | 13 | 6 | 2 | 2 | 0 | 0 | 0         | 3,31   |

| Пол    | Укупно | Неожењен/Неудата | Ожењен/Удата | Удовац/Удовица | Разведен/Разведена | Непознато |
| ------ | ------ | ---------------- | ------------ | -------------- | ------------------ | --------- |
| Мушки  | 63     | 13               | 39           | 8              | 3                  | 0         |
| Женски | 69     | 6                | 40           | 20             | 3                  | 0         |
| УКУПНО | 132    | 19               | 79           | 28             | 6                  | 0         |

| Пол    | Укупно                    | Пољопривреда, лов и шумарство | Рибарство                            | Вађење руде и камена | Прерађивачка индустрија       |
| ------ | ------------------------- | ----------------------------- | ------------------------------------ | -------------------- | ----------------------------- |
| Мушки  | 44                        | 40                            | 0                                    | 0                    | 0                             |
| Женски | 37                        | 36                            | 0                                    | 0                    | 0                             |
| УКУПНО | 81                        | 76                            | 0                                    | 0                    | 0                             |
| Пол    | Производња и снабдевање   | Грађевинарство                | Трговина                             | Хотели и ресторани   | Саобраћај, складиштење и везе |
| Мушки  | 0                         | 0                             | 0                                    | 2                    | 0                             |
| Женски | 0                         | 0                             | 1                                    | 0                    | 0                             |
| УКУПНО | 0                         | 0                             | 1                                    | 2                    | 0                             |
| Пол    | Финансијско посредовање   | Некретнине                    | Државна управа и одбрана             | Образовање           | Здравствени и социјални рад   |
| Мушки  | 0                         | 0                             | 1                                    | 1                    | 0                             |
| Женски | 0                         | 0                             | 0                                    | 0                    | 0                             |
| УКУПНО | 0                         | 0                             | 1                                    | 1                    | 0                             |
| Пол    | Остале услужне активности | Приватна домаћинства          | Екстериторијалне организације и тела | Непознато            | Непознато                     |
| Мушки  | 0                         | 0                             | 0                                    | 0                    | 0                             |
| Женски | 0                         | 0                             | 0                                    | 0                    | 0                             |
| УКУПНО | 0                         | 0                             | 0                                    | 0                    | 0                             |